# Же Ривјер
Же Ривјер (фр. Gée-Rivière) насеље је и општина у јужној Француској у региону Миди Пирене, у департману Жерс која припада префектури Миранд.
По подацима из 2011. године у општини је живело 50 становника, а густина насељености је износила 18,25 становника/km². Општина се простире на површини од 2,74 km². Налази се на средњој надморској висини од 200 метара (максималној 92 m, а минималној 83 m).

## Демографија
| 1962. | 1968. | 1975. | 1982. | 1990. | 1999. | 2011. |
| ----- | ----- | ----- | ----- | ----- | ----- | ----- |
| 44    | 44    | 38    | 39    | 51    | 51    | 50    |

График промене броја становника у току последњих година